# أي يازاوا
أي يازاوا (باليابانية: 矢沢あい) مواليد 7 مارس 1967 في اليابان، هي فنانة مانغا يابانية. اسمها القلمي أتى من المغني الياباني إكتشي يازاوا حيث أنها من معجبيه. حصلت على جائزة شوغاكوكان للمانغا في سنة 2003. من أعمالها مانغا نانا.

## وصلات خارجية
- أي يازاوا على موقع IMDb (الإنجليزية)
- أي يازاوا على موقع ميوزك برينز (الإنجليزية)
- أي يازاوا على موقع قاعدة بيانات الفيلم (الإنجليزية)
- أي يازاوا على موقع ANN person (الإنجليزية)